# Jeux africains de la jeunesse
Pour les articles homonymes, voir JAJ.
Les Jeux africains de la jeunesse (parfois abrégés JAJ) sont une compétition internationale multisportive qui a lieu tous les 4 ans, indépendamment des Jeux africains et organisée par l'Association des comités nationaux olympiques d'Afrique (ACNOA).

## Historique
La première édition des Jeux africains de la jeunesse démarre à Rabat, au Maroc du 13 au 18 juillet 2010, en rassemblant prés de 500 athlètes africains dans 16 disciplines différentes. 
Cette compétition sportive internationale a été lancée par Lassana Palenfo, président de l'Association des comités nationaux olympiques d'Afrique. Abordé pour la première fois en 2006, l'accord d'organisation des premiers Jeux Africains de la Jeunesse est survenu le 3 février 2010. 
En 2010, la Tunisie a remporté 10 médailles en or sur un total de 28 médailles gagnées. La 2e édition a connu la participation de 62 athlètes tunisiens dans 14 disciplines différentes. 
La 3e édition des jeux africains de la jeunesse se déroule à Alger du 18 au 28 juillet 2018. 35 disciplines, dont 4 sports d’exhibition, ont été retenues pour faire de ce rendez-vous continental un véritable événement sportif. 3000 athlètes de 54 pays se disputent les médailles et les places qualificatives aux Jeux olympiques de la jeunesse de Buenos Aires.
Maseru, au Lesotho, est désignée comme ville hôte de la quatrième édition des Jeux africains de la jeunesse le 17 juillet 2018 par l'Association des comités nationaux olympiques d'Afrique (ACNOA). Néanmoins, le retard dans les préparatifs des Lesothiens entraîne la réattribution de l'organisation à la capitale éthiopienne Addis-Abeba en septembre 2020, Maseru organisant l'édition suivante. En décembre 2021, en raison de la guerre du Tigré, les Jeux sont finalement attribués au Caire,. Reportés à une date non définie, ils sont finalement de nouveau délocalisés à Brazzaville et décalés en août 2023,,,, en août 2023. L'édition est finalement annulée. 
En janvier 2025, l'ANOCA annonce que la quatrième édition aura lieu en Angola en décembre 2025, alors que le pays fêtera le 50e anniversaire de son indépendance.

## Éditions
| Année | Édition | Ville hôte | Pays     | Dates                | Pays participants | Athlètes | Sports | Pays le plus médaillé |
| ----- | ------- | ---------- | -------- | -------------------- | ----------------- | -------- | ------ | --------------------- |
| 2010  | I       | Rabat      | Maroc    | 13 juin – 18 juillet | 40                | 1008     | 16     | Tunisie               |
| 2014  | II      | Gaborone   | Botswana | 22 - 31 mai          | 54                | 2500     | 20     | Égypte                |
| 2018  | III     | Alger      | Algérie  | 18 - 28 juillet      | 54                | 3098     | 35     | Égypte                |
| 2025  | IV      | Luanda     | Angola   | décembre             |                   |          |        |                       |